# Калинчук, Екатерина Илларионовна
Екатери́на Илларио́новна Калинчу́к (2 декабря 1922, Житово, Тульская губерния — 13 июля 1997, Москва) — советская гимнастка, двукратная чемпионка XV Олимпийских игр, заслуженный мастер спорта (1952), заслуженный тренер РСФСР (1962).

## Биография
Родилась в д. Житово (ныне — в Щёкинском районе Тульская область).
В 1936—1951 выступала за добровольное спортивное общество «Искра» (Московская область). Абсолютная чемпионка РСФСР (1947). Чемпионка России в упражнениях на бревне и в опорном прыжке (1948). В 1952 году окончила Московский областной педагогический институт. В 1952 году стала олимпийской чемпионкой в опорном прыжке и в командном первенстве, а также серебряным призёром в групповых вольных упражнениях. Чемпионка СССР в упражнениях на брусьях (1952). Бронзовый призёр всесоюзных первенств в опорных прыжках (1952, 1953, 1954). Член сборной команды СССР до 1956 года.
Похоронена на Городском муниципальном кладбище в Дзержинском Московской области.